# Budennovsky (huyện)
Huyện Budennovsky (tiếng Nga: ? райо́н) là một huyện hành chính tự quản (raion), của Vùng Stavropol, Nga. Huyện có diện tích 3077 km². Trung tâm của huyện đóng ở Budennovsk.